# Селище (Хмільницький район)
Се́лище (до 1946 р.-Татарське Селище)— село в Україні, у Глуховецькій громаді Хмільницького району Вінницької області. Населення становить 243 осіб.

## Назва
7 червня 1946 р. село Татарське Селище Козятинського району отримало назву «Селище» і Татарсько-Селищенську сільську раду названо Селищенською.

## Історія
Було присілком містечка Білопілля, Махнівського повіту, з 1846 р. Бердичівського повіту Київської губернії.Метричні православні книги зберігаються у ЦДІАК, ф.127/1009-1012, 1015-16. Метричні книги вірних РКЦ - ЦДІАК 1046/1-2, ДАЖО ф.178.

## Географія
Через село тече річка Гульва, права притока Гуйви.